# Mats Persson (pianist)
Mats Persson, född 1943 i Järbo församling, Gästrikland, är en svensk pianist och kompositör.
Mats Persson studerade för Greta Erikson vid Musikhögskolan i Stockholm 1964–1969, samt studier i ny musik för Siegfried Naumann. Han kompletterade utbildningen utomlands för Aloys Kontarski i Köln 1969–1972. 
Han har som pianist dels gjort solistkarriär, dels framgångsrikt uppträtt i pianoduo tillsammans med Kristine Scholz samt varit aktiv inom grupper och konstellationer som Fylkingen samt Harpans Kraft, en ensemble för nutida musik.
Som pedagog har han bl.a. under tiden 1980–1985 varit lärare i nutida pianospel vid Musikhögskolan i Stockholm, och mellan 1985 och 2006 varit lärare i pianospel, ensemblespel, improvisation och komposition vid Stockholms musikpedagogiska institut.
Som tonsättare har Mats Persson i första hand komponerat för piano och för kammarmusikensembler, men även skrivit musik för barn.